# Ctenichneumon panzeri

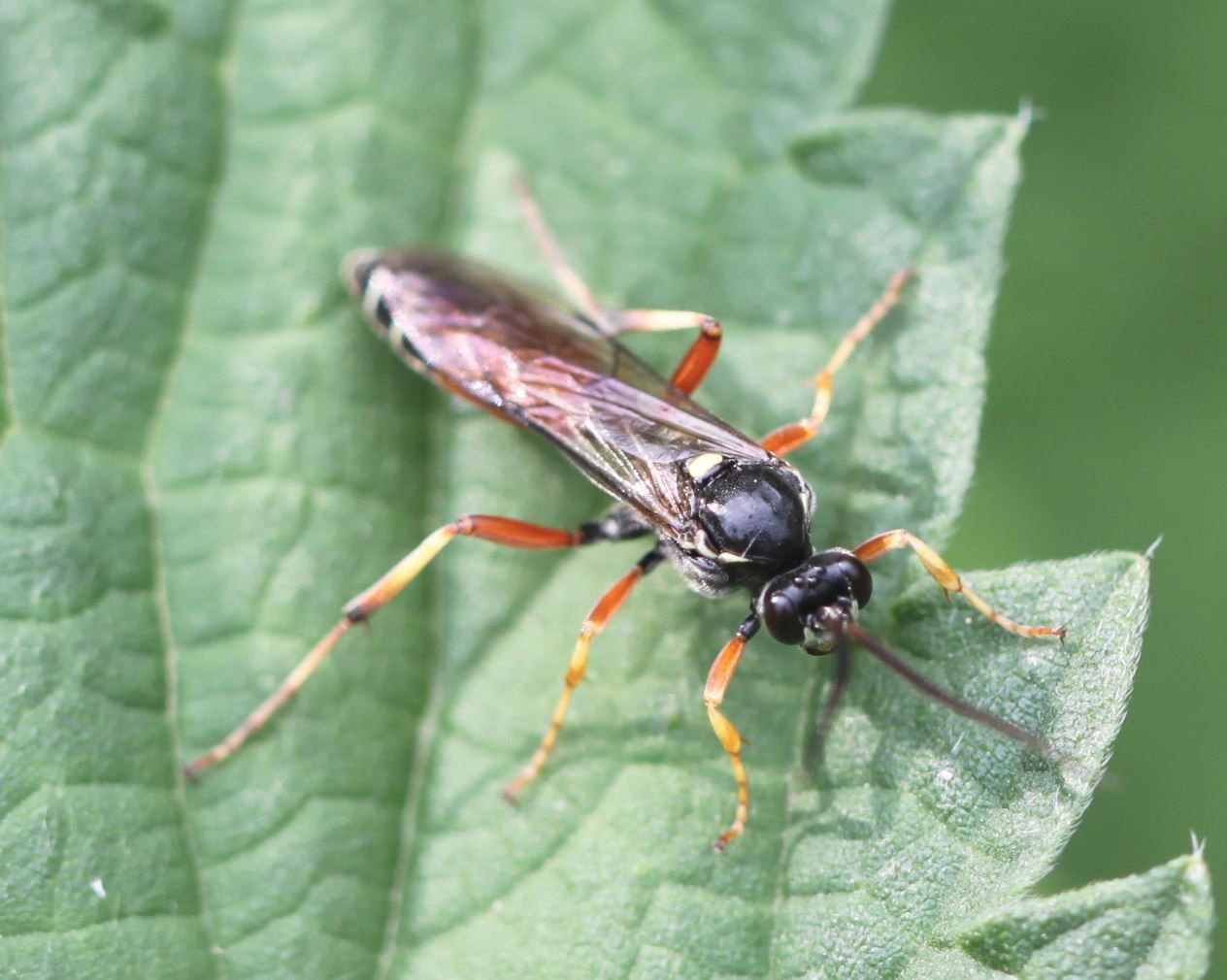
Ctenichneumon panzeri, Männchen

Ctenichneumon panzeri ist eine Schlupfwespe aus der Unterfamilie der Ichneumoninae. 

## Merkmale
Die Schlupfwespen erreichen eine Körperlänge von 10–15 mm. Sie besitzen eine schwarze Grundfärbung. Die Tergite 2 und 3 sind gewöhnlich rot gefärbt. Es gibt jedoch auch eine schwarze Form. Die Schlupfwespen weisen am dritten Tergit und den folgenden Tergiten einen gelben Hinterrand auf. Die Fühler der Männchen besitzen an der Basis meist einen orangen Schimmer. Das Gesichtsfeld weist bei den Männchen gelbe Augeninnenränder sowie einen kleinen gelben Fleck darunter auf. Das Schildchen (Scutellum) ist gelb. Die Femora sind orange gefärbt. Die Tibien sind gelb.

## Verbreitung
Die Schlupfwespen-Art ist in Europa weit verbreitet. Sie ist auch auf den Britischen Inseln vertreten. Im Süden reicht ihr Vorkommen bis nach Nordafrika, im Osten bis nach Zentralasien und Pakistan.

## Lebensweise
Die Schlupfwespen beobachtet man hauptsächlich im Juni und Juli. Aus Beobachtungen in der Schweiz von Georg Artmann-Graf lassen sich folgende Flugzeiten ableiten: Die Weibchen fliegen von Mitte Juni bis Anfang November, die Männchen von Anfang Mai bis Ende August. Die Schlupfwespen fliegen dabei die Blüten von Wiesen-Bärenklau (Heracleum sphondylium) und anderer Doldenblütler (Apiaceae) an. Die Weibchen überwintern als Imagines unter Moos, unter Steinen oder in morschem Totholz. Die Schlupfwespen parasitieren Raupen verschiedener Eulenfalter (Noctuidae), darunter das Ausrufungszeichen (Agrotis exclamationis), die Saateule (Agrotis segetum), die Ypsiloneule (Agrotis ipsilon), die Baumwoll-Kapseleule (Helicoverpa armigera), Spodoptera exigua und das Schwarze C (Xestia c-nigrum).